# Atletik under sommer-OL 2024 - højdespring (damer)
Højdespring for kvinner i atletik under sommer-OL 2024 blev arrangert på Stade de France 2. og 4. august 2024.

## Medaljevinderne
| Medaljevindere       |                   |                     |                   |  |  |  |
|                      |                   |                     |                   |  |  |  |
|                      |                   |                     |                   |  |  |  |
|                      |                   |                     |                   |  |  |  |
| Jaroslava Mahutsjikh | Nicola Olyslagers | Iryna Herasjtsjenko | Eleanor Patterson |  |  |  |
| Ukraine              | Australien        | Ukraine             | Australien        |  |  |  |

## Resultater

### Kvalifikation
Kvalifikationen blev afholdt den 2. august med start kl. 10:15 (UTC+2) om morgenen. Alle atleter, der opfylder kvalifikationsstandarden på 1.97 (Q) eller i det mindste de 12 bedste præstationer(q) gik videre til finalen.
| Rangering | Gruppe           | Atlet                 | Nation         | 1.83 | 1.88 | 1.92 | 1.95 | 1.97 | Height | Notes  |
| --------- | ---------------- | --------------------- | -------------- | ---- | ---- | ---- | ---- | ---- | ------ | ------ |
| 1         | A                | Yaroslava Mahuchikh   | Ukraine        | –    | –    | o    | o    | r    | 1.95   | q      |
| 1         | B                | Nicola Olyslagers     | Australien     | –    | o    | o    | o    | r    | 1.95   | q      |
| 3         | A                | Eleanor Patterson     | Australien     | –    | o    | xo   | o    | r    | 1.95   | q, =SB |
| 4         | B                | Iryna Herashchenko    | Ukraine        | o    | o    | xo   | xo   | r    | 1.95   | q, =SB |
| 5         | B                | Safina Sadullayeva    | Usbekistan     | o    | o    | o    | xxo  | r    | 1.95   | q, SB  |
| 6         | A                | Christina Honsel      | Tyskland       | o    | xo   | xo   | xxo  | r    | 1.95   | q, =SB |
| 7         | A                | Elena Kulichenko      | Cypern         | o    | xo   | o    | xxx  |      | 1.92   | q      |
| 8         | B                | Tatiana Gusin         | Grækenland     | o    | o    | xo   | xxx  |      | 1.92   | q      |
| 8         | B                | Nawal Meniker         | Frankrig       | o    | o    | xo   | xxx  |      | 1.92   | q      |
| 8         | B                | Buse Savaşkan         | Tyrkiet        | o    | o    | xo   | xxx  |      | 1.92   | q, =PB |
| 11        | A                | Valdiléia Martins     | Brasilien      | o    | xo   | xo   | xxr  |      | 1.92   | q, =NR |
| 12        | B                | Vashti Cunningham     | USA            | o    | xxo  | xxo  | xxx  |      | 1.92   | q      |
| 12        | A                | Angelina Topić        | Serbien        | –    | xxo  | xxo  | xxx  |      | 1.92   | q      |
| 14        | B                | Imke Onnen            | Tyskland       | xo   | xxo  | xxo  | xxx  |      | 1.92   |        |
| 15        | A                | Rachel Glenn          | USA            | o    | o    | xxx  |      |      | 1.88   |        |
| 15        | A                | Michaela Hrubá        | Tjekkiet       | o    | o    | xxx  |      |      | 1.88   |        |
| 15        | A                | Morgan Lake           | Storbritannien | o    | o    | xxx  |      |      | 1.88   |        |
| 15        | B                | Airinė Palšytė        | Litauen        | o    | o    | xxx  |      |      | 1.88   |        |
| 19        | B                | Temitope Adeshina     | Nigeria        | o    | xo   | xxx  |      |      | 1.88   |        |
| 19        | A                | Mirela Demireva       | Bulgarien      | o    | xo   | xxx  |      |      | 1.88   |        |
| 19        | A                | Solène Gicquel        | Frankrig       | o    | xo   | xxx  |      |      | 1.88   |        |
| 19        | A                | Yelizaveta Matveyeva  | Kasakhstan     | o    | xo   | xxx  |      |      | 1.88   |        |
| 19        | A                | Daniela Stanciu       | Rumænien       | o    | xo   | xxx  |      |      | 1.88   | SB     |
| 24        | B                | Lamara Distin         | Jamaica        | xo   | xo   | xxxx |      |      | 1.88   |        |
| 25        | A                | Rose Amoanimaa Yeboah | Ghana          | xo   | xxo  | xxx  |      |      | 1.88   |        |
| 26        | B                | Elisabeth Pihela      | Estland        | o    | xxx  |      |      |      | 1.83   |        |
| 26        | B                | Lia Apostolovski      | Slovenien      | o    | xxx  |      |      |      | 1.83   |        |
| 28        | B                | Nadezhda Dubovitskaya | Kasakhstan     | xo   | xxx  |      |      |      | 1.83   |        |
| 28        | B                | Ella Junnila          | Finland        | xo   | xxx  |      |      |      | 1.83   |        |
| 28        | A                | Maria Żodzik          | Polen          | xo   | xxx  |      |      |      | 1.83   |        |
|           | A                | Panagiota Dosi        | Grækenland     | xxx  |      |      |      |      | NM     |        |
| B         | Yuliya Levchenko | Ukraine               | xxx            |      |      |      |      | NM   |        |        |

### Finale
Finalen ble avholdt 4. august kl. 19:55 (UTC+2).
| Nr.    | Udøvere              | Nation     | 1.86m | 1.91m | 1.95m | 1.98m | 2.00m | 2.02m | 2.04m | Højde | Noter |
| ------ | -------------------- | ---------- | ----- | ----- | ----- | ----- | ----- | ----- | ----- | ----- | ----- |
| Guld   | Jaroslava Mahutsjikh | Ukraine    | —     | o     | o     | o     | o     | xx-   | x     | 2.00  |       |
| Sølv   | Nicola Olyslagers    | Australien | —     | o     | o     | o     | xxo   | xxx   |       | 2.00  |       |
| Bronze | Iryna Herasjtsjenko  | Ukraine    | o     | o     | o     | xxx   |       |       |       | 1.95  | =SB   |
| Bronze | Eleanor Patterson    | Australien | o     | o     | o     | xxx   |       |       |       | 1.95  | =SB   |
| 5      | Vashti Cunningham    | USA        | o     | xo    | o     | xxx   |       |       |       | 1.95  |       |
| 6      | Christina Honsel     | Tyskland   | xo    | o     | xo    | xxx   |       |       |       | 1.95  | =SB   |
| 7      | Elena Kulichenko     | Cypern     | o     | xo    | xxo   | xxx   |       |       |       | 1.95  |       |
| 7      | Safina Sadullajeva   | Usbekistan | o     | xo    | xxo   | xxx   |       |       |       | 1.95  | =SB   |
| 9      | Tatiana Gusin        | Grækenland | o     | xxx   |       |       |       |       |       | 1.86  |       |
| 10     | Buse Savaşkan        | Tyrkiet    | xo    | xxx   |       |       |       |       |       | 1.86  |       |
| 11     | Nawal Meniker        | Frankrig   | xxo   | xxx   |       |       |       |       |       | 1.86  |       |
|        | Valdiléia Martins    | Brasilien  | r     |       |       |       |       |       |       |       | NM    |
|        | Angelina Topić       | Serbien    |       |       |       |       |       |       |       |       | NM    |